# Comitato per libere ed eque elezioni
Il Comitato per libere ed eque elezioni (abbreviato Comfrel) è un organismo di controllo indipendente che vigila il corretto svolgimento delle elezioni in Cambogia.
Nelle elezioni locali del 2007 l'operato del comitato è stato ostacolato dal primo ministro Hun Sen: i volontari, sia cambogiani che stranieri, avrebbero dovuto comunicare eventuali brogli negli oltre 11.000 seggi con SMS, ma appena due giorni prima delle elezioni la Commissione elettorale nazionale, composta quasi interamente da uomini di Hun Sen, ha vietato l'uso di SMS in tutto il paese.